# 洋画家
洋画家（ようがか）とは、明治維新以降の日本の画家のうち、「洋画」（西洋から伝わった油彩画、水彩画）を制作する画家を指す。日本画家と対照する際に用いられる言葉である。なお、洋画家という表現は、当人が自称するよりは新聞などの画家の経歴紹介や訃報などにおいて、よく見受けられる。
日本以外の画家に対しては用いないため、ミケランジェロ・ブオナローティやパブロ・ピカソを洋画家とは呼ばない。また、平賀源内は油絵を描いたが画業を営んでいたわけではないため、やはり洋画家とは呼ばない。近代以降の日本の絵画が、日本画と洋画という2つのジャンルに分かれてからの言葉である。

## 日本の主たる洋画家

### 江戸時代生まれ
- 五姓田芳柳（初代）（1827年2月26日 - 1892年2月1日）
- 高橋由一（1828年3月20日 - 1894年7月6日）
- 川上冬崖（1828年7月22日?　- 1881年5月3日）
- 百武兼行（1842年7月14日 - 1884年12月21日）
- 国沢新九郎（1848年1月27日 - 1877年3月12日）
- 山本芳翠（1850年8月12日 - 1906年11月15日）
- 川村清雄（1852年6月13日 - 1934年5月16日）
- 五姓田義松（1855年6月12日 - 1915年9月4日）
- 浅井忠（1856年7月22日 - 1907年12月16日）
- 小山正太郎（1857年2月15日 - 1916年1月7日）
- 松岡寿（1862年3月5日 - 1944年4月28日）
- 原田直次郎（1863年10月12日 - 1899年12月26日）
- 五姓田芳柳 (2代目)（1864年9月7日 - 1943年1月9日）
- 黒田清輝（1866年8月9日 - 1924年7月15日）
- 中村不折（1866年8月19日 - 1943年6月6日）
- 久米桂一郎（1866年9月16日 - 1934年7月29日）
- 藤島武二（1867年10月15日 - 1943年3月19日）

### 戦前生まれ

#### 明治生まれ
- 岡田三郎助（1869年1月22日 - 1939年9月23日）
- 三宅克己（1874年1月8日 - 1954年6月30日）
- 中沢弘光（1874年8月4日 - 1964年9月8日）
- 満谷国四郎（1874年11月10日 - 1936年7月12日）
- 鹿子木孟郎（1874年11月19日 - 1941年4月3日）
- 和田英作（1874年12月23日 - 1959年1月3日）
- 吉田博（1876年9月19日 - 1950年4月5日）
- 赤松麟作（1878年 - 1953年11月24日）
- 熊谷守一（1880年4月2日 - 1977年8月1日）
- 児島虎次郎（1881年4月3日 – 1929年3月8日）
- 森田恒友（1881年4月9日 - 1933年4月8日）
- 山下新太郎 （1881年8月29日 - 1966年4月11日）
- 倉田白羊（1881年12月25日 - 1938年11月29日）
- 小杉放庵（1881年12月30日 - 1964年4月16日）
- 坂本繁二郎（1882年3月2日 - 1969年7月14日）
- 石井柏亭（1882年3月28日 - 1958年12月29日）
- 青木繁（1882年7月13日 - 1911年3月25日）
- 山本鼎（1882年10月14日 - 1946年10月8日）
- 有島生馬（1882年11月26日 - 1974年9月15日）
- 和田三造（1883年3月3日 - 1967年8月22日）
- 正宗得三郎（1883年8月21日 - 1962年3月14日）
- 辻永（1884年2月20日 - 1974年7月23日）
- 斎藤与里（1885年9月7日 - 1959年5月3日）
- 萬鉄五郎（1885年11月17日 - 1927年5月1日）
- 藤田嗣治（1886年11月27日 - 1968年1月29日）
- 石井鶴三（1887年6月5日 - 1973年3月17日）
- 中村彝（1887年7月3日 - 1924年12月24日）
- 小絲源太郎（1887年7月13日 - 1978年2月6日）
- 小出楢重（1887年10月13日 - 1931年2月13日）
- 梅原龍三郎（1888年3月9日 - 1986年1月16日）
- 安井曾太郎（1888年5月17日 - 1955年12月14日）
- 鍋井克之（1888年8月18日 - 1969年1月11日）
- 坂田一男（1889年8月22日 - 1956年5月28日）
- 国吉康雄（1889年9月1日 - 1953年5月14日）
- 牧野虎雄（1890年12月15日 - 1946年10月18日）
- 須田国太郎（1891年6月6日 - 1961年12月16日）
- 岸田劉生（1891年6月23日 - 1929年12月20日）
- 長谷川利行（1891年7月9日？ - 1940年10月12日）
- 児島善三郎（1893年2月13日 - 1962年3月22日）
- 中川一政（1893年2月14日 - 1991年2月5日）
- 木村荘八（1893年8月21日 - 1958年11月18日）
- 石垣栄太郎（1893年12月1日 - 1958年1月23日）
- 北川民次（1894年1月17日 - 1989年4月26日）
- 林倭衛（1895年6月1日 - 1945年1月26日）
- 古賀春江（1895年6月18日 - 1933年9月10日）
- 鈴木信太郎（1895年8月16日 - 1989年5月13日）
- 村山槐多（1896年9月15日 - 1919年2月20日）
- 前田寛治（1896年10月1日 - 1930年4月16日）
- 林武（1896年12月10日 - 1975年6月23日）
- 東郷青児（1897年4月28日 - 1978年4月25日）
- 小山敬三（1897年8月11日 - 1987年2月7日）
- 福沢一郎（1898年1月18日 - 1992年10月16日）
- 佐伯祐三（1898年4月28日 - 1928年8月16日）
- 岡鹿之助（1898年7月2日 - 1978年4月28日）
- 田崎広助（1898年9月1日 - 1984年1月28日）
- 関根正二（1899年4月3日 - 1919年6月16日）
- 野口弥太郎（1899年10月1日 - 1976年3月23日）
- 柳瀬正夢（1900年1月12日 - 1945年5月25日）
- 内田巌（1900年2月15日 - 1953年7月17日）
- 牛島憲之（1900年8月29日 - 1997年9月16日）
- 中西利雄（1900年12月19日 - 1948年10月6日）
- 北脇昇（1901年6月4日 - 1951年12月18日）
- 荻須高徳（1901年11月30日 - 1986年10月14日）
- 向井潤吉（1901年11月30日 - 1995年11月14日）
- 鳥海青児（1902年3月4日 - 1972年6月11日）
- 岡田謙三（1902年9月28日 - 1982年7月25日）
- 山口長男（1902年11月23日 - 1983年4月27日）
- 猪熊弦一郎（1902年12月14日 - 1993年5月17日）
- 三岸好太郎（1903年4月18日 - 1934年7月1日）
- 小磯良平（1903年7月25日 - 1988年12月16日）
- 吉井淳二（1904年3月6日 - 2004年11月23日）
- 斎藤義重（1904年5月4日 – 2001年6月13日）
- 海老原喜之助（1904年9月13日 - 1970年9月19日）
- 吉原治良（1905年1月1日 - 1972年2月10日）
- 三岸節子（1905年1月3日 - 1999年4月18日）
- 村井正誠（1905年3月29日 - 1999年2月5日）
- 宮本三郎（1905年5月23日 - 1974年10月13日）
- 難波田龍起（1905年8月13日 - 1997年11月8日）
- 長谷川三郎（1906年9月6日 - 1957年3月11日）
- 井上長三郎（1906年11月3日-1995年11月17日）
- 鶴岡政男（1907年2月16日 - 1979年9月27日）
- 森田茂（1907年3月30日 - 2009年3月2日）
- 靉光（1907年6月24日 - 1946年1月19日）
- 山口薫（1907年8月13日 - 1968年5月19日）
- 平通武男（1907年11月18日 - 1991年3月28日）
- 脇田和（1908年6月7日 - 2005年11月27日）
- 野田英夫（1908年7月15日 - 1939年1月12日）
- 伊藤清永（1911年2月24日 - 2001年6月5日）
- 岡本太郎（1911年2月26日 - 1996年1月7日）
- 瑛九（1911年4月28日 - 1960年3月10日）
- 香月泰男（1911年10月25日 - 1974年3月8日）
- 松本竣介（1912年4月19日 - 1948年6月8日）

#### 大正生まれ
- 阿部展也（1913年2月4日 - 1971年5月7日）
- 麻生三郎（1913年3月23日 - 2000年4月5日）
- 桂ゆき（1913年10月10日 – 1991年2月5日）
- 菅井汲（1919年3月13日 - 1996年5月14日）
- 山下菊二（1919年10月8日 - 1986年11月23日）
- 野見山暁治（1920年12月17日 - ）
- 田淵安一（1921年5月20日 - 2009年11月24日）
- 元永定正（1922年11月26日 - 2011年10月3日）
- 白髪一雄（1924年8月12日 - 2008年4月8日）

#### 昭和戦前生まれ
- 靉嘔
- 相笠昌義
- 荒川修作
- 今井俊満
- 大津英敏
- 奥谷博
- 鴨居玲
- 河原温
- 絹谷幸二
- 草間彌生
- 佐野ぬい
- 島田章三
- 堂本尚郎
- 中西夏之
- 中山忠彦
- 松樹路人
- 山本貞
- 山本文彦
- 山﨑理恵子

### 戦後生まれ
- 青木敏郎
- 赤木範陸
- 荒木淳一
- 有元利夫
- 伊勢崎勝人
- 磯江毅
- 遠藤彰子
- 大竹伸朗
- 大松伸洋
- オオワダノリコ
- 岡本礼子
- 神津善之介
- 匂坂祐子
- 佐藤一郎
- 智内兄助
- 妹尾一朗
- 中西繁
- 奈良美智
- 西村不可止
- 向井隆豊
- 目黒郁朗
- 山田和宏
- 阪東佳代
- 湯山俊久